# С љубављу, Сајмон
С љубављу, Сајмон (енгл. Love, Simon) амерички је тинејџерски, љубавни и драмедијски филм из 2018. године, у режији Грега Берлантија, по сценарију Ајзака Аптакера и Елизабет Бергер. Темељи се на роману Сајмон против завере хомо сапијенса Беки Албертали. Главне улоге глуме: Ник Робинсон, Џош Думел и Џенифер Гарнер. Прати Сајмона Спира, клозетованог средњошколца који се бори да уравнотежи односе са својим пријатељима, породицом и уцењивачем који му прети да ће га аутовати целој школи, док истовремено покушава да открије идентитет анонимног друга из разреда у којег се заљубио преко интернета.
Премијерно је приказан у Сиднеју 27. фебруара 2018. године, док га је 20th Century Fox објавио у биоскопима у САД 16. марта 2018. године. Критичари су похвалили филм због свог „великог срца, разноликости и талентоване глумачке поставе и револуционарне нормалности”, назвавши га „нежним, слатким и дирљивим” и „изузетно пријатним публици”, док су га поједини упоредили са љубавним комедијама и филмовима Џона Хјуза. Први филм великог холивудског студија који се фокусира на геј тинејџерску љубав, зарадио је 66 милиона долара широм света. Телевизијска серија под називом С љубављу, Виктор, смештена у исти универзум као и филм, премијерно је приказао Hulu 17. јуна 2020. године, са Робинсоном који представља наратора.

## Радња
Сајмон, клозетовани геј тинејџер, покушава да балансира живот између својих пријатеља, породице и школе, у страху да ће га уцењивач аутовати целој школи. Истовремено, Сајмон покушава да открије идентитет анонимног вршњака у кога се заљубио, а кога је упознао на интернету.

## Улоге
| Глумац                | Улога                   |
| --------------------- | ----------------------- |
| Ник Робинсон          | Сајмон Спир             |
| Џош Думел             | Џек Спир                |
| Џенифер Гарнер        | Емили Спир              |
| Кетрин Лангфорд       | Лија Берк               |
| Александра Шип        | Аби Сусо                |
| Хорхе Лендеборг Млађи | Ник Ајзнер              |
| Кејнан Лонсдејл       | Абрахам „Брам” Гринфилд |
| Мајлс Хајзер          | Кал Прајс               |
| Логан Милер           | Мартин Адинсон          |
| Тони Хејл             | господин Ворт           |
| Талита Бејтман        | Нора Спир               |
| Наташа Ротвел         | госпођа Олбрајт         |
| Дру Старки            | Гарет Лохлин            |
| Кларк Мур             | Итан                    |
| Џои Полари            | Лајл                    |
| Макензи Линц          | Тејлор Метернич         |